# リリー・テオトカ・アリヴィザートゥ
マリア＝エレーニ・リリー・テオトカ・アリヴィザートゥ（Maria-Eleni "Lili" Theotoka-Alivizatou、ギリシア語: Μαρία-Ελένη "Λιλή" Θεοτοκά-Αλιβιζάτου、1911年10月7日 - 2022年1月13日）は、ギリシャのスーパーセンテナリアン。ギリシャ・アテネ在住だった長寿の女性。存命時はイオアナ・プロイル＝ディミトゥリアードゥに次ぎ国内2番目の長寿者だった。

## 略歴
1911年10月7日、オスマン帝国のコンスタンティノープルに生まれる。親はエキュメニカル総主教の顧問と弁護士でローザンヌ会議のギリシャ代表として出席したこともあるマイケル・テオトカス、商人の娘だったアンドロニキ・ノミコウだった。2人はともにヒオス島出身である。兄は小説家、思想家のゲオルギオス・テオトカス。
戦時中の1922年にアテネに引っ越し、同地で芸術などを学ぶ。その後アテネ・ポリクリニックの医学教授で、ギリシャ議会の政治家であるコンスタンティノス・アリヴィザトスと結婚。2人の子供を産む。そのうち1人はギリシャ内務省で働き、2014年から15年にかけての大統領選挙でも指名されていたニコス・アリヴィザートスである。
生涯を通じ自発的で、社会貢献も沢山行った。ギリシャの枢軸占領下においても、孤児や入院中の子供に支援をしたこともあるという。1973年には夫と共に病院へ出向き、トルコがキプロスに侵攻した際の難民、並びにヒオス島の難民に対し寄り添ったこともあるという。当時すでに目が見えなかったが、最後まで諦めることなく編み物を作ったという。晩年はあまり自ら目立とうとはしなかったが、鋭敏で活動的な状態を保っていた。自らが字を認識できない時は家族が新聞や本を読むことを楽しみにし、そのことから時事問題にも通じていたという。
2022年1月13日に死去。110歳没。